# Портейрас
Портейрас (порт. Porteiras)  —  муниципалитет в Бразилии, входит в штат Сеара. Составная часть мезорегиона Юг штата Сеара. Входит в экономико-статистический  микрорегион Карири. Население составляет 16 124 человека на 2006 год. Занимает площадь 217,570 км². Плотность населения — 74,1 чел./км².

## История
Город основан 17 августа 1889 года. 

## Статистика
- Валовой внутренний продукт на 2003 составляет 30.513.561,00 реалов (данные: Бразильский институт географии и статистики).
- Валовой внутренний продукт на душу населения на 2003 составляет 1.917,77 реалов (данные: Бразильский институт географии и статистики).
- Индекс развития человеческого потенциала на 2000 составляет 0,644 (данные: Программа развития ООН).